# Pilar Galán Martí
Pilar Galán Martí és periodista i presentadora de televisió, nascuda a Alboraia, València, el 1977